# 阿德南·奥克塔尔
阿德南·奥克塔尔（土耳其語：Adnan Oktar，1956年2月2日—），或稱哈伦·叶海雅（Harun Yahya），土耳其邪教领袖、神创论支持者、阴谋论者，2007年向众多美国国会议员、科学家等发送了数千份《創世論圖譜》，宣扬伊斯兰教神创论。2018年7月被捕，2021年1月被判处9803年又6月的监禁。